# アンドリュー・コンウェイ
アンドリュー・コンウェイ（Andrew Conway、1991年7月11日 - ）は、ユナイテッド・ラグビー・チャンピオンシップ、マンスターに所属するラグビーユニオン選手。

## プロフィール
- アイルランド・ダブリン出身。
- ポジションはウィング(WTB)。
- 身長 180cm、体重 90kg
- U20アイルランド代表に選ばれたことがある[1]。
- アイルランド代表キャップは30（2022年12月現在）でラグビーワールドカップ2019のアイルランド代表に選ばれた[2]。

## 略歴
レンスターを経て、2013年、マンスターに加入。 